# Motorola Razr
Motorola Razr é um smartphone da Motorola, produzido em abril de 2011, que utiliza o sistema operacional Android 2.3 (Gingerbread).  É o primeiro de sua categoria.
A linha Razr da Motorola possui atualmente 9 dispositivos, todos disponíveis no Brasil até 2013.
São eles:
- Motorola RAZR V3
- Motorola RAZR
- Motorola RAZR i
- Motorola RAZR maxx
- Motorola RAZR HD
- Motorola RAZR Maxx HD
- Motorola RAZR M[3][4]
- Motorola RAZR D1
- Motorola RAZR D3